# Andrena albopunctata
Andrena albopunctata är en biart som först beskrevs av Rossi 1792.  Andrena albopunctata ingår i släktet sandbin, och familjen grävbin. Inga underarter finns listade i Catalogue of Life.